# Caterina d'Aragó-Cardona-Córdoba i de Sandoval-Rojas
Caterina Antònia d'Aragó-Cardona-Córdoba i de Sandoval-Rojas (Lucena, 21 de març de 1635 - Madrid, 16 de febrer de 1697) va ser una aristòcrata espanyola, que va ser duquessa de Sogorb i de Cardona, entre molts altres títols.
Era filla de Lluís Ramon d'Aragó i de Mariana de Sandoval-Rojas y Enríquez, duquessa de Lerma. Abans d'heretar els títols el seu pare, la línia successòria es va mantenir en la masculina fins al seu oncle, Pere Antoni d'Aragó, amb qui va mantenir un plet des de 1670, tan aviat com moria prematurament, als tres anys, Joaquim d'Aragó, germà de Caterina. Pere Antoni pretenia que en cap cas els títols acabessin en la línia femenina i que es perdés el llegat del llinatge patern, però, tot i així, el plet, que s'allargà fins a l'any 1675, es resolgué en favor de Caterina.
A més dels títols paterns, com a hereva parcial del seu germà Ambrós també va adquirir títols de la part materna.

## Matrimoni
Caterina es casà amb un noble castellà, el duc de Medinaceli Juan Francisco de la Cerda, el 2 de maig de 1653 a Lucena. Amb aquesta unió, i l'herència rebuda del seu pare, els ducats i terres de la casa de Sogorb i de Cardona passaven a pertànyer a la casa de Medinaceli. El matrimoni va tenir dotze fills:
- Ana María (1654-1656)
- Mariana (1656-?)
- Feliche María (1657-1709)
- Luis Francisco (1660-1711)
- Antonia Basilisa (1662-1679)
- Ana Catalina (1664-1698)
- Juana (1664-1724)
- Teresa María (1665-1685)
- Lorenza Clara (1666-1697)
- Isabel María (1667-1708)
- Francisco de Paula (1675-1681)
- María Nicolasa (1680-?)

## Títols
1660-1697
- V Comtessa d'Ampúdia
- XIV Comtessa de Buendía
- V Marquesa de Cea
- IX Marquesa de Dénia
- VI Duquessa de Lerma
- VII Comtessa de Santa Gadea

1676 [1670]-1697
- XLI Comtessa d'Empúries
- X Duquessa de Cardona
- VII Marquesa de Comares
- X Marquesa de Pallars
- XVI Comtessa de Prades
- IX Duquessa de Sogorb
- XXXII Vescomtessa de Vilamur